# Яновский, Марек
Ма́рек Яно́вский (пол. Marek Janowski; род. 18 февраля 1939, Варшава) — немецкий дирижёр польского происхождения. Главный дирижёр Дрезденского филармонического оркестра (2019—2023)

## Биография и карьера
Вырос в Германии. Первый значительный пост получил в 1973 году, заняв место генеральмузикдиректора во Фрайбурге. Затем в 1975—1979 годах работал в этом же качестве в Дортмунде. В 1983—1986 годах возглавлял Ливерпульский филармонический оркестр, затем в 1986—1990 годах — Гюрцених-оркестр в Кёльне. Одновременно в 1984 году Яновский стал музыкальным руководителем Филармонического оркестра Радио Франции и находился на этом посту до 2000 года. В 2001—2004 годах Яновский руководил Дрезденским филармоническим оркестром. В настоящее время Марек Яновский стоит у руля сразу трёх коллективов: Филармонического оркестра Монте-Карло (с 2000 года), Симфонического оркестра Берлинского радио (с 2002 года) и Оркестра романской Швейцарии (с 2005 года).

## Репертуар
Яновский считается специалистом по немецкой музыке XIX века, в диапазоне от Бетховена до Рихарда Штрауса, и в особенности по Брамсу и Вагнеру.

## Награды
- Кавалер ордена «За заслуги перед культурой»[рум.] в категории B «Музыка» (2009 год, Румыния)[4].